# Pixel 8

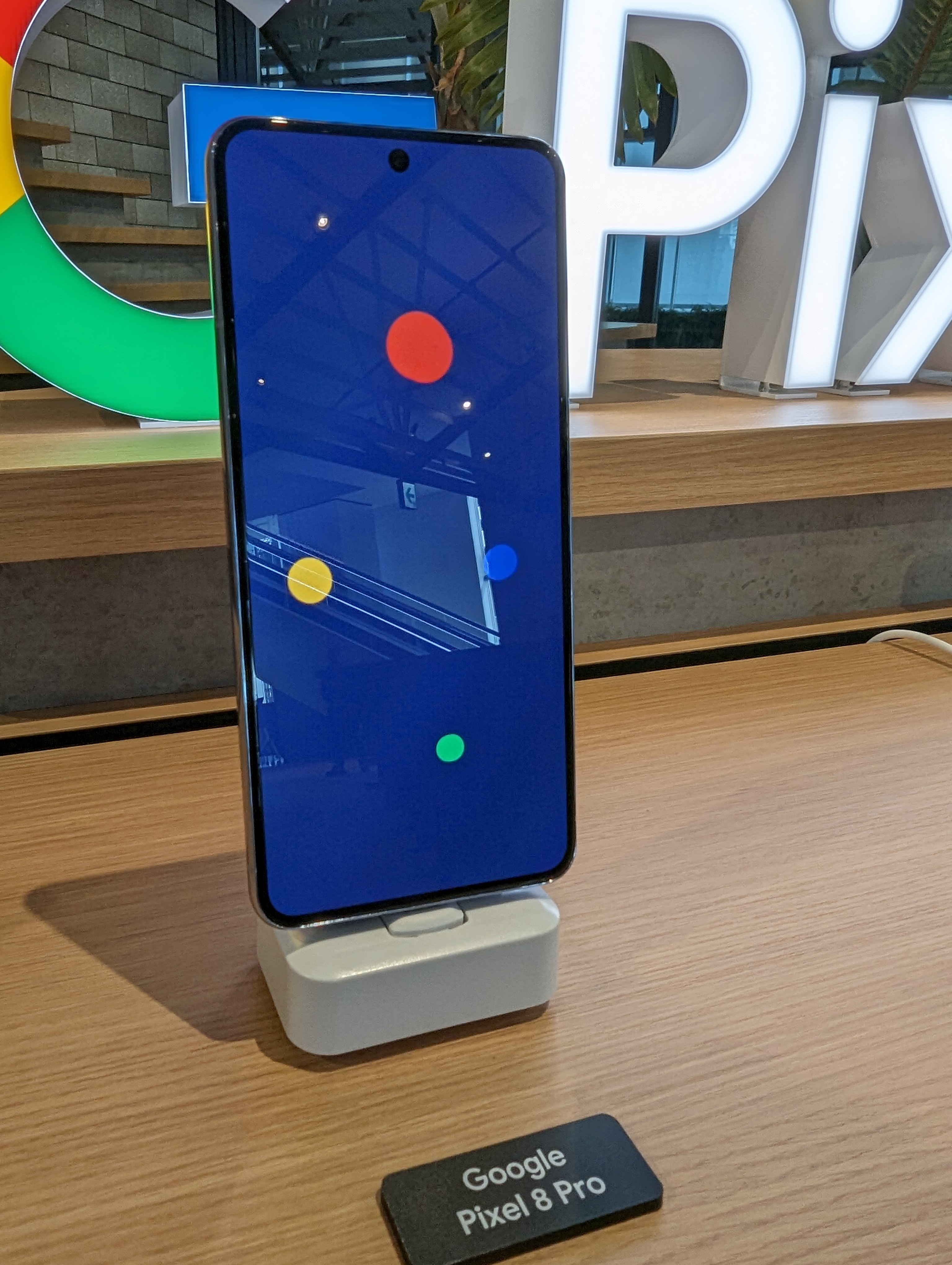
Pixel 8 Pro

El Pixel 8 y el Pixel 8 Pro son dos teléfonos inteligentes Android desarrollados por Google como parte de la línea de productos Google Pixel, sucediendo al Pixel 7 y Pixel 7 Pro.
Fueron anunciados oficialmente en el evento anual Made by Google el 4 de octubre de 2023, con su lanzamiento programado en los Estados Unidos para el 12 de octubre con un precio de $799 para el Pixel 8 y $1099 para el Pixel 8 Pro.

## Especificaciones

### Diseño
Desde los Pixel 6, los cambios en la estética y la forma de estos dispositivos han sido mínimos. En esta versión, las diferencias son aún más sutiles, con un diseño que conserva la característica banda que alberga el módulo de cámaras traseras.
La única variación notable se presenta en los Pixel 8 Pro, donde los tres sensores de la cámara están agrupados, a diferencia del Pixel 7 Pro del año anterior que los separaba.

#### Colores
Los Google Pixel 8 y Pixel 8 Pro son fabricados en los siguientes colores:
| Pixel 8 | Pixel 8      | Pixel 8 Pro | Pixel 8 Pro |
| Color   | Nombre       | Color       | Nombre      |
|         | Verde liquen |             | Celeste     |
|         | Obsidiana    |             | Obsidiana   |
|         | Rosa         |             | Porcelana   |

### Hardware
El Pixel 8 cuenta con una pantalla OLED FHD+ de 6.2 pulgadas con una densidad de píxeles de 428 ppp, una resolución de 2400 × 1080 píxeles y una relación de aspecto de 20:9. Por su parte, el Pixel 8 Pro tiene una pantalla OLED curva LTPO QHD+ de 6.7 pulgadas con 489 ppp, una resolución de 2992 × 1344 píxeles y una relación de aspecto de 20:9. Ambos ofrecen tasas de refresco de pantalla variables de 60 a 120 Hz. Las pantallas OLED, denominadas «Actua» y «Super Actua» en el Pixel 8 y el Pixel 8 Pro respectivamente, presumen de ofrecer «una mayor precisión de color y un brillo superior» y están protegidas con la tecnología Gorilla Glass Victus 2.
El Google Pixel 8 cuenta con una RAM de 8 GB LPDDR5X y almacenamiento UFS 3.1 de 128 y 256 GB, mientras que el Pixel 8 Pro tiene 12 GB de RAM LPDDR5X y un almacenamiento que va desde 128 GB hasta 1 TB con tecnología UFS 3.1. Por otra parte, el Pixel 8 cuenta con una batería Li-Ion 4575 mAh, con carga rápida de 27W y carga inalámbrica de 18W, y el Pixel 8 Pro está equipado con una batería Li-Ion5050 mAh, con carga rápida de 30W y carga inalámbrica de 23W. Ambos dispositvos cuentan con carga inalámbrica reversible.
Ambos dispositivos incluyen cámaras traseras principales y cámaras ultraanchas, con el Pixel 8 Pro añadiendo una cámara de telefoto de 48 megapíxeles con zoom óptico de 5x. La cámara frontal de ambos smartphones cuenta con una lente ultraancha de 10.5 megapíxeles. Al igual que en la serie Pixel 7, el sistema de reconocimiento facial Face Unlock se habilita mediante software y la cámara frontal, pero ahora incluye soporte para autenticación biométrica segura. La cámara integra, además, un sensor LDAF para el enfoque automático con detección láser. Ambos dispositivos pueden grabar hasta en 4K UHD (2400 × 1080 pixeles) a 60 cps con la cámara trasera y FullHD (1920 × 1080) a 60 cps con la cámara frontal.
Ambos equipos funcionan con el procesador Google Tensor de tercera generación, conocido como «Google Tensor G3». El modelo Pro, además, incorpora un sensor de temperatura en la barra de su cámara trasera, una característica poco común en los smartphones, que se encuentra actualmente en proceso de aprobación por parte de la Administración de Alimentos y Medicamentos para ser utilizado también en humanos.

### Software
Los Pixel 8 y Pixel 8 Pro fueron lanzados con Android 14 y recibirán al menos siete años de actualizaciones de sistema operativo, extendiendo su soporte hasta 2030. Esto se debe en parte a la legislación de California sobre el derecho a la reparación. Google destacó las características de inteligencia artificial y software en su evento «Made by Google», incluyendo mejoras en la cámara, como Best Take (mejor toma) y Magic Eraser (borrador mágico), y el nuevo Asistente de Google con Bard. Además, se mencionaron otras características de inteligencia artificial generativa, como detección de llamadas mejorada y escritura de voz más rápida. El Pixel 8 Pro es el primer dispositivo en ejecutar modelos de lenguaje generativo de IA completamente en el dispositivo.